# نوكيا 600
نوكيا 600 هو جهاز لمس متعدد الوظائف من شركة الهواتف المحمولة نوكيا، يعمل بنظام سيمبيان، يأتي بالعديد من مميزات الجيل الجديد من الهواتف الذكية، ومتوفر بالألوان: الأسود، الأبيض، الوردي.

## المميزات
يتميز الجهاز بشاشة بحجم 3.2 بوصة تعرض بدقة nHD (640x360 بكسل)، وكاميرا بدقة 5 ميجابكسل مزودة بفلاش، وقدرة على تسجيل فيديو بجودة 720 بكسل وتكبير رقمي بمقدار 2x. يأتي الجهاز بذاكرة داخلية بحجم 2 جيجابايت، قابلة للتوسعة إلى 32 جيجابايت باستخدام بطاقة microSD، بالإضافة إلى معالج بسرعة 1 جيجاهرتز.
وبالإضافة إلى ذلك، يتميز الجهاز باتصال شبكة HSPA (3.5G) بجانب تقنيات الاتصال اللاسلكي مثل Bluetooth 3.0 و GPS وNFC.

## الموسيقى والراديو
صُمم الجهاز بشكل أساسي لتشغيل الموسيقى. وبحسب ما ذكرته Nokia، كان المكبر الصوتي المدمج سيجعل الهاتف 600 هو "أعلى" هاتف تم إنتاجه من قبل الشركة. كان من المخطط أيضًا أن يتضمن الهاتف 600 وظيفة الراديو FM مع هوائي مدمج، مما يعني أنه لن يكون هناك حاجة لاستخدام سماعات الرأس الموصولة لتشغيل الراديو FM.

## البرمجيات
كان من المفترض أن يكون هاتف Nokia 600 واحدًا من ثلاثة أجهزة إطلاق لتحديث "بيل" لنظام التشغيل سيمبيان من Nokia، والذي تبين أنه سيكون آخر تحديث لهذه المنصة قبل أن تنتقل نوكيا إلى برمجيات نظام ويندوز فون من Microsoft.